# Kolnica (Brudzew)
Kolnica is een plaats in het Poolse district  Turecki, woiwodschap Groot-Polen. De plaats maakt deel uit van de gemeente Brudzew en telt 180 inwoners.